# Велибейли
Велибейли (азерб. Vəlibəyli) — село у Лачинському районі Азербайджану. Село розташоване за 45 км на північний захід від районного центру, міста Лачина та за 5 км на південь від Шальва.
З 1992 по 2020 рік було під Збройні сили Вірменії окупацією і називалось Верішен (вірм. Վերիշեն), входячи в Кашатазький район невизнаний Нагірно-Карабаська Республіка. 1 грудня 2020 в ході Другої карабаської війни села було звільнено Збройні сили Азербайджану. (вірмени трактують це як окупацію).